# Ismaïl Fatah al Turk
Ismail Fatah Al Turk (1934-2004) est un sculpteur irakien.

## Biographie
Ismail Fatah Al Turk est né dans la ville méridionale de Bassora en 1934.
Il a obtenu le plus haut diplôme de sculpture de l'Académie des beaux-arts de Rome en 1962.
Il a tenu six expositions de sculpture et cinq expositions de peinture à Rome, à Bagdad et à Beyrouth. Gagnant du premier prix arabe des artistes d'Italie. Membre du groupe de Bagdad (1957) et du groupe d'Al-Zawia.
Professeur de sculpture à l'Académie des beaux-arts de Bagdad, il est également connu pour des statues en bronze de Marouf Al Rasafi, un poète nationaliste irakien des années 1940, et du poète Aboû Nouwâs. Il a exécuté plusieurs monuments et statues à Bagdad, notamment le monument al-Shaheed.
Il est mort d'un cancer à Bagdad le 21 juillet 2004.  